# اندیس قبله بلاغ ۱
قبله بلاغ ۱ یک اندیس فلزی است که در حوالی شهر ابهر استان قزوین قرار دارد و مادهٔ معدنی موجود در آن، مس است.سنگ میزبان این اندیس آندزیت است  در این اندیس، پاراژنز‌های کوپریت یافت می‌شوند.